# Litsea chengshuzhii
Litsea chengshuzhii är en lagerväxtart som beskrevs av Hung Pin Tsui. Litsea chengshuzhii ingår i släktet Litsea och familjen lagerväxter. Inga underarter finns listade i Catalogue of Life.